# Аутофобија
Аутофобија, такође названа монофобија, изолофобија или еремофобија, је специфична фобија или морбидни страх или страх од самог себе или од тога да сте сами, изоловани, напуштени и игнорисани. Ова специфична фобија је повезана са идејом да будете сами, често изазивајући тешку анксиозност.
Иако аутофобија није препозната као сопствени индивидуални фобични поремећај у главним публикацијама за дијагностику менталног здравља, она је и даље поремећај који се може лечити као било који други поремећај заснован на анксиозности употребом лекова и терапија. 
Пацијенти са овим стањем пате у низу ситуација, како у самоћи тако и у друштву других. Изоловани, људи са аутофобијом боре се са страхом од неспособности да се сами носе са изазовима. С друге стране, они са овим стањем могу и даље да се боре у страху од напуштања и одржавања везе чак и када су они са којима су у вези физички присутни.
Супротно ономе што би се закључило буквалним читањем термина, аутофобија не описује „страх од себе” нити је то страх од аутомобила. Обично се развија и повезује се са личном траумом, анксиозношћу, депресијом или другим поремећајима.
Аутофобија може бити повезана или праћена другим фобијама, као што је агорафобија, и генерално се сматра делом агорафобичног кластера, што значи да има многе од истих карактеристика као и одређени анксиозни поремећаји и поремећаји хипервентилације и може бити присутна у коморбидном стању са ови поремећаји, иако могу постојати сами. Главна брига људи са фобијама у агорафобичном кластеру је њихова способност да добију помоћ у хитним случајевима. Због тога се често плаше да изађу у јавност, да буду ухваћени у гомили, да буду сами или да буду насукани.
Аутофобију не треба мешати са агорафобијом (страх од боравка у јавности или у гомили), самомржњом или социјалном анксиозношћу, иако може бити блиско повезана са њима. То је посебна фобија која има тенденцију да буде праћена или повезана са другим анксиозним поремећајима, синдромима трауме, проблемима менталног здравља или фобијама.

## Знаци и симптоми
Знаци и симптоми аутофобије разликују се од случаја до случаја. Међутим, многи људи који пате од овог стања показују низ уобичајених симптома. Једна од најпознатијих индикација аутофобије је доживљавање интензивне количине стрепње и анксиозности када сте сами или размишљате о ситуацијама у којима је изолација од других поузданих неминовна. Људи са овим поремећајем такође често верују да постоји предстојећа катастрофа која чека да се догоди кад год буду остављени сами. Из тог разлога, аутофоби иду до крајњих граница како би избегли да буду у изолацији. Међутим, људи са овом болешћу често не морају да буду у физичкој изолацији да би се осећали напуштено. Аутофоби ће често бити у гужви или групи људи и осећати се као да су потпуно сами.
Такође је постојала одређена повезаност са дијагностиком аутофобије код људи који такође имају граничне поремећаје личности.

### Ментални симптоми:
- Страх од несвестице
- Неспособност да се концентришете на било шта осим на болест
- Страх од губитка разума
- Немогућност јасног размишљања

### Емоционални симптоми:
- Стрес због предстојећих времена и места на којима ћете можда бити сами
- Страх од осамљивања[8]

### Физички симптоми:
- Омаглица, вртоглавица
- Знојење
- Дрхтавица
- Мучнина
- Хладни и врући таласи
- Укоченост или пецкање
- Сува уста
- Повећан број откуцаја срца
- Не креће се када је изолован тресући се рукама и ногама

## Позадина
Аутофобија може бити изведена из социјалне анксиозности. Када људи са овом фобијом остану сами, често ће доживети нападе панике, што је уобичајена реакција код оних са социјалном анксиозношћу. Ова болест такође може произаћи из депресије јер када људи постану озбиљно аутофобични, почињу да сматрају да је одређене задатке и активности готово немогуће завршити. Ово се обично дешава када су аутофоби суочени са могућношћу да оду на јавно место где има много људи или једноставно на место које им је непријатно или непознато. Ова фобија такође може бити блиско повезана са агорафобијом, што доводи до сниженог самопоуздања и несигурности у њихову способност да заврше одређене активности које треба да ураде сами. Људи са овом фобијом имају тенденцију да замишљају најгори могући сценарио. На пример, могли би да имају напад панике и онда мисле да ће умрети од овог догађаја.
Још једно искуство за које лекари верују да наводи појединце да развију ову фобију су деца која буду напуштена, обично од стране родитеља, када су веома мала. Ово прво узрокује трауму у детињству која затим наставља да утиче на њих кад одрастају. Ово се претвара у аутофобију јер се сада плаше да ће их сви важни људи у њиховим животима напустити. Стога, ова посебна фобија може произаћи из понашања и искустава које су ови људи имали док су одрастали. Међутим, напуштање не значи нужно да сте физички остављени сами, то такође укључује изолацију финансијску или емоционалну. Драстична искуства која мењају живот, посебно изазивају више траума што ову фобију погоршава. Људи који имају веома високу анксиозност и у овом случају су „напетији“, подложнији су овој фобији.
Иако се ова фобија често развија у младости, може се развити и касније у животу. Појединци понекад развију овај страх са смрћу вољене особе или престанком важне везе. Аутофобија се такође може описати као страх од останка без одређене особе. Трагични догађаји у животу неке особе могу створити овај страх од останка без једне одређене особе, али ће то често на крају прерасти у страх од осамљености уопште.

## Дијагноза
Аутофобија је блиско повезана са монофобијом, изолофобијом и еремофобијом, међутим, мало варира у дефиницији. Према Мерријам-Вебстер Медикал Диктионари, еремофобија је морбидни страх од изолације. Насупрот томе, Тхе Практитионер'с Медикал Диктионари дефинише аутофобију као морбидни страх од самоће или самог себе.
Особе за које се сумња да имају ово стање засновано на страху пролазе психолошку процену од стране специјалисте за ментално здравље. Да би се искључили било какви физиолошки узроци поремећаја, прикупља се медицинска историја. Ситуациона фобија, аутофобија омета свакодневне задатке или рутине појединца због симптома изазваних стањем, као што је анксиозност.

## Третмани
Аутофобија је облик анксиозности који код малолетника може изазвати екстремни осећај опасности или страха када је сам. Не постоји посебан третман за излечење аутофобије јер утиче на сваку особу другачије. Већина људи са овим стањем се лечи психотерапијом, укључујући когнитивно бихејвиоралну терапију (ЦБТ) и терапију изложености у којој се полако повећава количина времена које су они сами. Лекови се могу користити за стабилизацију анксиозности пацијента. Ови лекови укључују (али нису ограничени на) бета блокаторе, лекове против анксиозности и депресије који се називају селективни инхибитори поновног преузимања серотонина (ССРИ) и бензодиазепинске седативе.
Није неуобичајено да погођени људи нису свесни да имају овај поремећај и да одбаце идеју да потраже помоћ. У многим случајевима, пацијенти ће се уместо тога сами лечити алкохолом и/или лековима. Често ефекти ових механизама суочавања на крају погоршавају анксиозност особе, а ситуација се временом може погоршати. Пацијенти који траже лечење од медицинских стручњака пријавили су ублажавање анксиозних ефеката овог поремећаја.
У благим случајевима аутофобије, лечење понекад може бити веома једноставно. Терапеути препоручују многе различите лекове како би се пацијенти осећали као да нису сами чак и када је то случај, као што је слушање музике када сам обавља своје задатке или укључивање телевизије када су код куће због позадинске буке. Коришћење буке за прекидање тишине изолованих ситуација често може бити од велике помоћи особама са аутофобијом.
Важно је схватити да само зато што особа понекад може да доживи нервозу док је сама не значи да има аутофобију. Већина људи се понекад осећа усамљено и повучено; ово није необична појава. Тек када страх од самог себе почне да прекида начин на који особа живи свој свакодневни живот, идеја о аутофобичности постаје могућност.